# Nagykanizsa
Nagykanizsa (česky Velká Kaniža[zdroj?], německy Groß-Kanizsa či Großkirchen, dříve též: maďarsky Kanizsa, německy Kanischa, chorvatsky Kaniža, turecky Kanije) je okresní město ležící v maďarské župě Zala v regionu Západní Zadunají v jihozápadní části země. 

## Poloha
Město leží v jihozápadní části Maďarska, 13 km od řeky Mury a chorvatské hranice. Leží na průplavu, spojujícím řeku Zala s Murou. Obklopuje jí mírně zvlněná krajina zalských kopců. Severozápadně od něj se táhne malý hřeben Zalaápati. Nízko položená oblast (100–110 m) je protkaná četnými kanály, které odvodňují bývalé bažiny.

## Podnebí
Vzhledem ke své poloze na jihozápadě Maďarska se Nagykanizsa nemůže v zimních měsících těšit z trvalé sněhové pokrývky, neboť bývá počasí občas ovlivněno teplými proudy vzduchu z oblastí Jaderského moře. Během roku zde je deštivěji a větrněji než ve zbytku Maďarska. Průměrná roční teplota zde dosahuje 10,2 °C a větry většinou vanou ve směru severovýchod-jihozápad.

## Historie

### Nejstarší dějiny a středověk

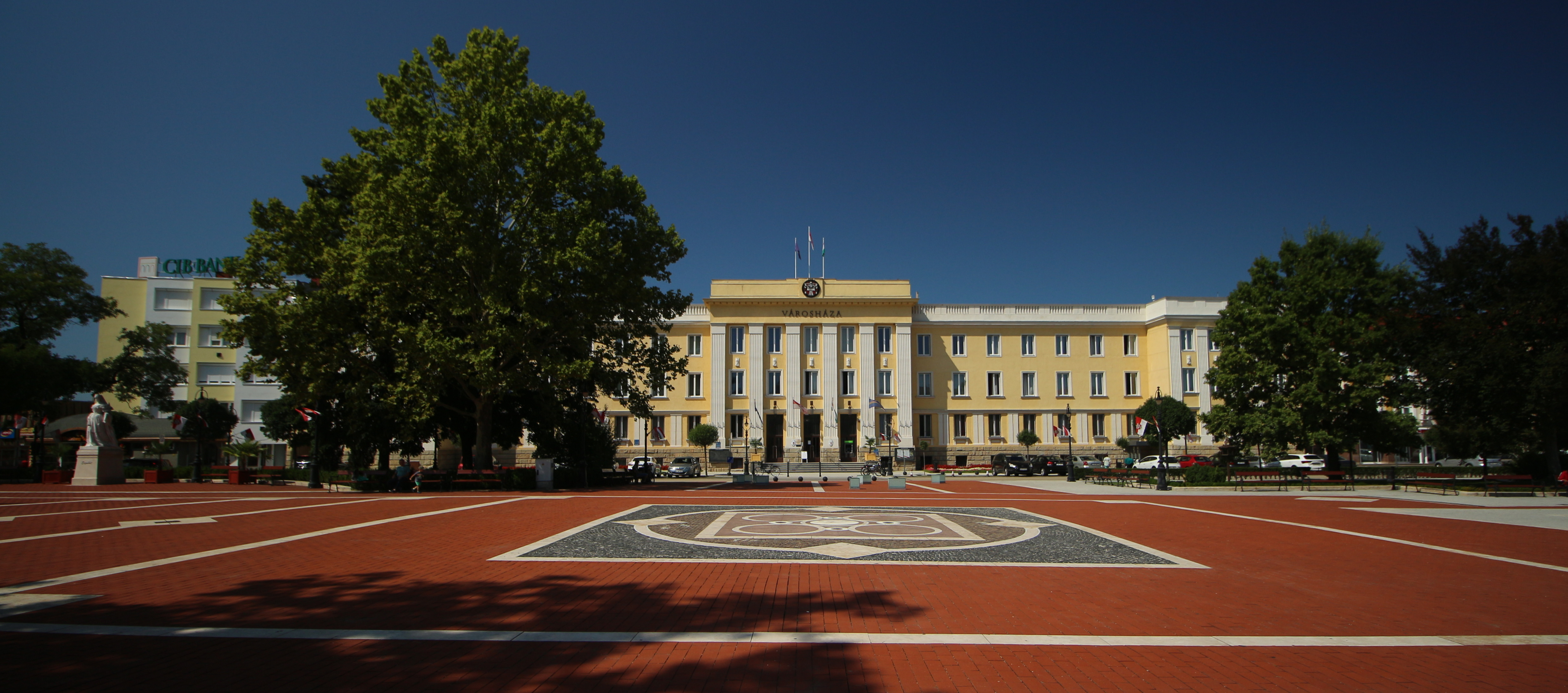
Nagykanizsa, náměstí císařovny Alžběty a radnice v centru města

Původně zde sídlili Keltové, Římané, Avaři a Slované.
První zmínka o městě s názvem Knysa pochází z roku 1245. Původ jména je (západo- nebo jiho)slovanského původu s významem „kníže“ (srov. srbské knez).
Na počátku 14. století postoupil král Karel Robert z Anjou tuto oblast rodu Kanizsayů, kteří zde postavili hrad. Ten vznikl v místě mezi Velkou a Malou Kanižou a rozmáčené údolí potoka sloužilo namísto vodního příkopu.
Stále se blížící turecké nebezpečí mělo značný vliv na toto město – při prvním obléhání Vídně byla Kanizsa vypleněna Osmany postupujícími dále na sever. 

### Turecká okupace
Vpády Turků a loupeže byly stále častější Po pádu Szigetváru v roce 1566 byl hrad zmodernizován (podle italského stavitele Pietra Ferrabosca), ale i přes obranu pod vedením Györgye Thury byl Turky v roce 1600 zabrán a zůstal po 90 let jejich oblastním sídlem. Město dobyl za Turky Damat Ibrahim Paşa. Stejně jako v případě Egeru nedokázali Habsburkové vyjednat předání města při mírových jednáních s Turky na počátku století. Do ruin místního hradu byla nastěhována posádka, čítající něco přes tři a půl tisíce tureckých vojáků. Ve městě působili dále muezzín a jeden učitel. Obraz města pod tureckou mocí podal cestovatel Evliya Çelebi, který poznamenal existenci vícepatrových domů (postavených většinou ze dřeva), náboženské školy (medresy) a dvou lázní. Kromě porobeného maďarského obyvatelstva zde tehdy žili příslušníci dalších národů Osmanské říše, např. jižní Slované.

### Vláda Habsburků

Obléhání pevnosti roku 1664.

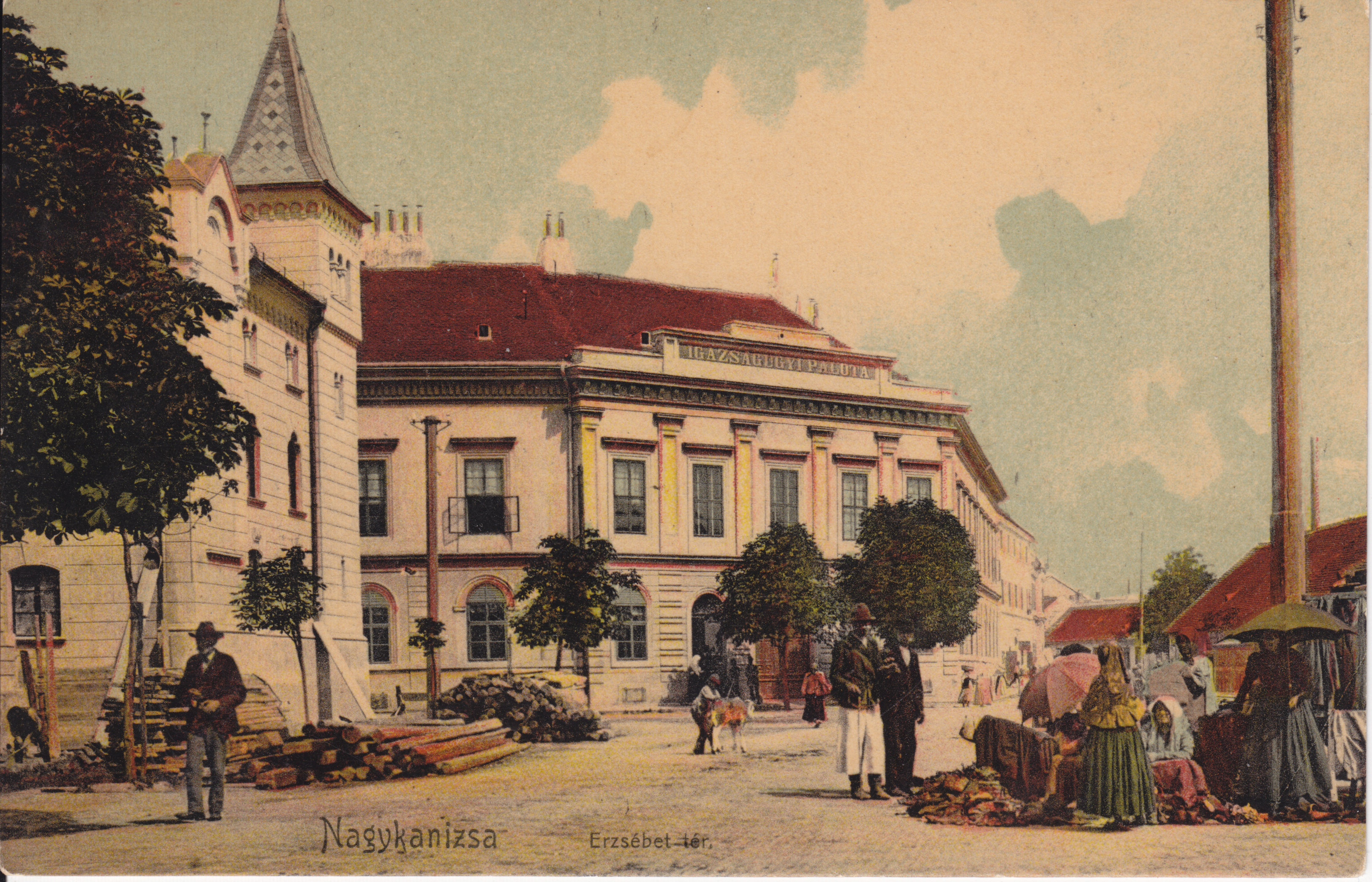
Alžbětino náměstí (Erszebét tér) na staré pohlednici.

Teprve po druhém tureckém obléhání Vídně na konci 17. století přišla smělá habsburská protiofenzíva, která přinesla definitivní opětovné získání částí Uherska zabraných Turky. Ta znamenala také osvobození pro Kaniži. Dne 13. dubna 1690 vydala zcela obklíčená a od přísunu potravin odříznutá turecká posádka město, výměnou za slib míru, který křesťané skutečně dodrželi.  Původní pevnost byla stržena v roce 1702.
V závěru 18. století je poprvé město vyobrazeno na mapě, tentokrát prvního (josefinského) vojenského mapování. Tehdy existovala Veliká Kaniža (Gros-Kanizsa) a Malá Kaniža (Klein-Kanizsa), obě byly odděleny širokým a podmáčeným údolím potoka. Současné město se rozvinulo v oblasti původní velké Kaniži, kde stál kostel. Navíc do východní části města byla přivedena v roce 1860 železnice; postavená nejprve z dnes slovinského Pragerska a později doplněna i o úsek do Budapešti. 
Do poloviny 19. století zde byla dlážděna jen jediná ulice. Teprve až po roce 1850 nastal růst. Tehdy byla s 13 000 obyvateli nejlidnatějším městem v župě Zala. Původní potok byl sveden do kanálu a jeho koryto bylo vysušeno. Ve městě tehdy stál již i parní mlýn.
Průmysl se však rozvíjel v Nagykanizse ještě předtím. Nejen železnice přála rozvoji města, pomáhal i fakt, že sídlo stálo na staré obchodní stezce. Již ve 40. letech 19. století zde byla postavena Weiserova továrna na výrobu různých strojů. Železnice však učinila z města důležitou zastávku na cestě z Budapešti do Chorvatska a směrem k pobřeží Jaderského moře. Na mapách třetího vojenského mapování jsou již přítomné tři železniční trati; do Záhřebu, do Budapeští a potom na sever do Jánosházy. Město se rozvíjelo plánovanou uliční sítí směrem k areálu nádraží.
V 90. letech 19. století byl zprovozněn pivovar, dále kartáčovna, lihovar a cihelna. Jaroslav Hašek místní pivovar navštívil v roce 1905. Značný rozvoj zaznamenalo i školství; od roku 1867 zde bylo otevřené gymnázium. V roce 1886 byla zřízena průmyslová učňovská škola. Roku 1885 byla zprovozněna i první nemocnice. Začaly vycházet pravidelné noviny a časopisy. V roce 1860 mělo město 18 000 obyvatel a roku 1910 už 28 000. V roce 1874 se stala Nagykanizsa městem s vlastním zastupitelstvem v souvislosti se správní reformou v Zalitavsku.

### 20. století
Pivovarský průmysl a později také těžba nafty se ukázaly být dominantními oblasti průmyslu v meziválečném období, byť vznik nových hranic trianonskou smlouvou způsobil Maďarsku značné ekonomické škody.
Za druhé světové války byla do vyhlazovacích táborů poslána místní židovská komunita, která čítala okolo čtyř tisíc lidí a v minulosti se zasloužila o obchodní rozvoj města.

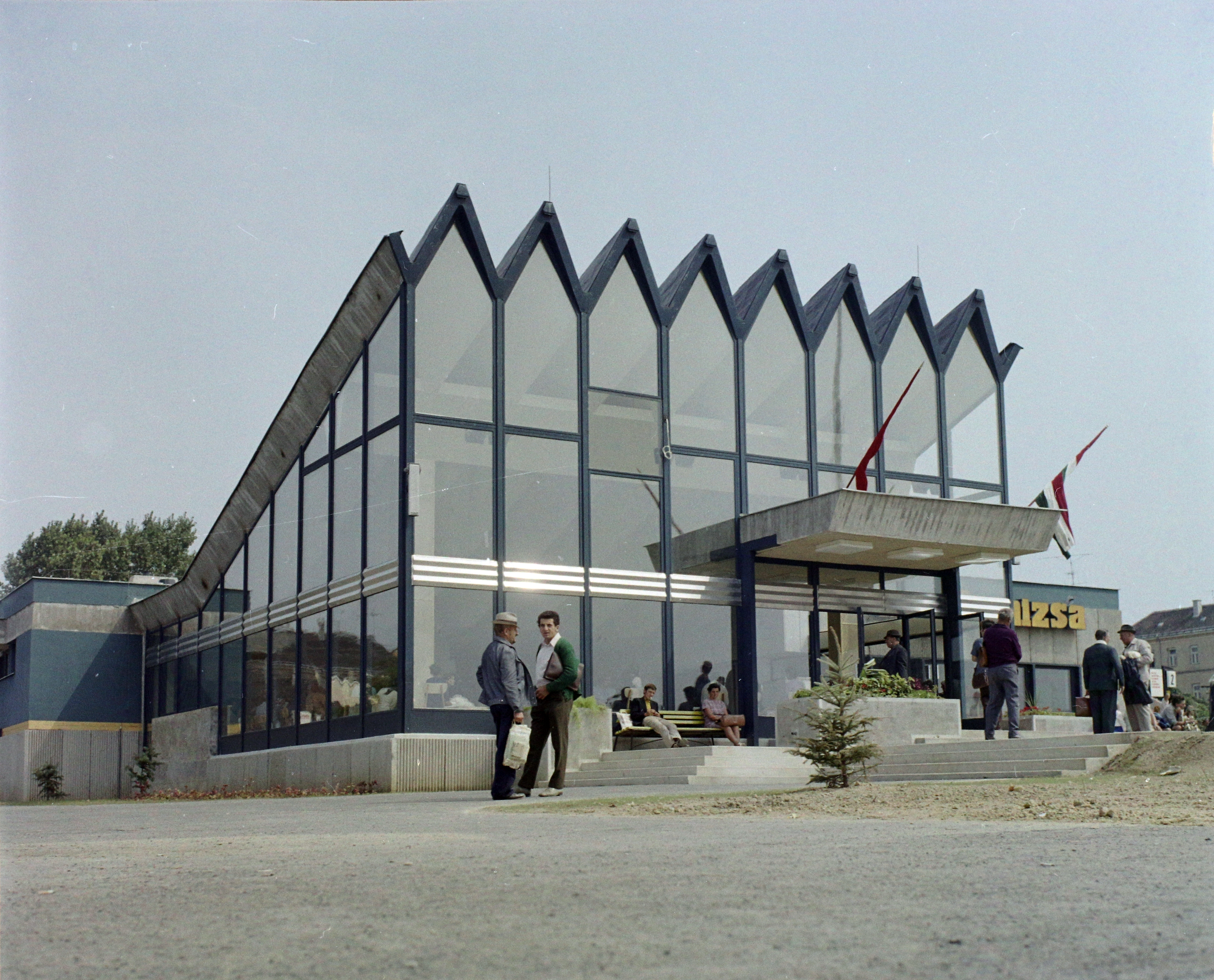
Autobusové nádraží v roce 1973.

Dne 1. dubna 1945 bylo město osvobozeno jednotkami Rudé armády s pomocí armády bulharské. Během bojů byla zničena řada místních budov, vyhořel např. městský archiv. Poválečná obnova byla nesnadná a 50. léta hospodářsky složitá. Vzhledem k politické roztržce mezi zeměmi Východního bloku se sousední Jugoslávií došlo k útlumu hospodářských vztahů i dopravy, což se samotné Nagykanizsy, vzdálené jen 15 km od hranice se současným Chorvatskem, velmi dotklo. V 70. letech 20. století město předhonil co do počtu obyvatel nedaleký Zalaegerszeg.
Industrializace města se mimo jiné realizovala výstavbou v prostoru bývalého rozbahněného koryta potoka, čímž byla původní Malá a Velká Kaniža spojena konečně do jediného celku. 
V období až do pádu komunistického režimu bylo město do jisté míry modernizováno, v severní části byla vybudována rozsáhlá továrna na výrobu žárovek (dokončená roku 1965). Na jeho východním okraji vznikla např. panelová sídliště (Keleti városrész), jehož plocha zabírá nemalou část celého města. 
Po roce 1990 a politických změnách se město stalo opět sídlem župy. Rozpad Jugoslávie nicméně znamenal, že se město při chorvatských hranicích nemohlo otevřít tranzitní dopravě ani se rychle stát cílem zahraničních investorů.

### 21. století
V roce 2010 byl vyhlášen projekt rozsáhlé přestavby a renovace historického jádra. O čtyři roky později bylo rozhodnuto o rozšíření místní továrny společnosti Honeywell.
Roku 2023 byla dokončena rekonstrukce části historického jádra města.

## Obyvatelstvo
K 1. lednu 2011 ve městě žilo 49 026 obyvatel, což činí 17,4 % veškerého obyvatelstva župy Zala. Počet obyvatel od roku 1990 setrvale klesá. V tomto roce dosáhl rekordu 54 052 lidí a od té doby se snížil téměř o deset tisíc. 
Podle údajů ze sčítání lidu z roku 2008 se cca 4 % obyvatel města hlásí k některé národnostní menšině (chorvatské, romské nebo německé).

## Ekonomika
Původně město založené na obchodu Budapešti s jadranským přímořím se později změnilo v průmyslové město, které se proslavilo výrobou zářivek, žárovek, nábytku a výroby piva. Má několik průmyslových zón.

## Kultura a pamětihodnosti

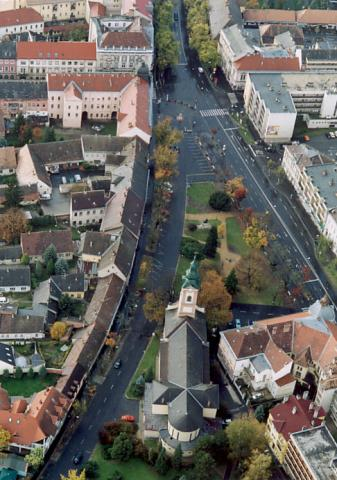
Náměstí Ference Deáka ve středu města.

Ve středu města stojí muzeum György Thúryho a dále Kulturní centrum Sándora Hevesiho (HSMK). Místní galerie nese název Józsefa Egryho a městská knihovna je pojmenována po Istvánu Halisovi.
Nápadnou stavbou ve stylu maďarské secese je Bogenriederův palác. Mezi další historické stavby lze zařadit rovněž Grünhut-ház, palác Bogenrieder nebo sochu sv. Trojice na Alžbětínském náměstí (maďarsky Erszebét tér). Z konce 18. století potom pochází kaple Inkey-kápolna. Mezi další významné církevní památky potom patří tzv. městský kostel, přesněji Kostel svatého Josefa z počátku 18. století.
Další nápadné stavby v centru města jsou Dům Axenti nebo budova tržnice.
Severně od středu města potom leží blízko dálnice i kaštel rodiny Lazsnakiů, jeho areál se zámeckou zahradou obchází dálnice M7.
Na jižním okraji města stojí také židovský hřbitov.
V Nagykanizse stojí také památník v podobě zeměkoule, který připomíná procházející 17 ° východní délky nebo také pomník 20. honvédského pěšího pluku na Alžbětínském náměstí (maďarsky Erzsebét tér).

## Zeleň a životní prostředí
Mezi místní parky patří např. sady Sétakert nedaleko železniční trati, umístěné v jižní části města. Východně od města se potom nachází velké umělé jezero (maďarsky Csónakázó), za nímž leží rozlehlý lesopark (maďarsky Alsóvárosi erdő) s rozhlednou. Vedou sem turistické trasy z centra města. Navštěvovaný je rovněž i les/arboretum Miklósfay.
Okolo města občas vznikají nelegální skládky.

## Doprava

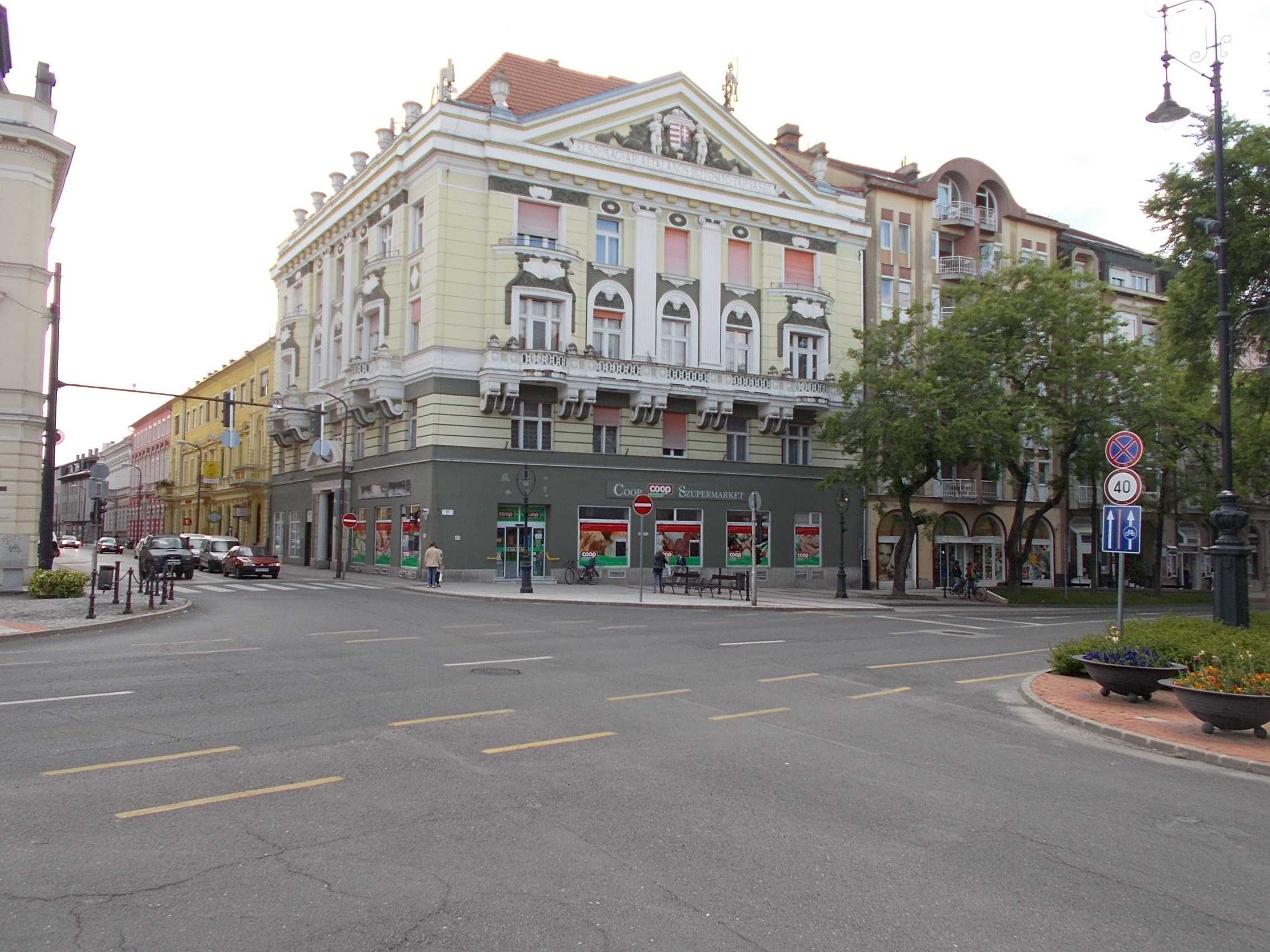
Ulice ve středu města.

Severně od města prochází dálnice M7, která směřuje na severovýchod do Budapešti a na jihozápad do chorvatské metropole Záhřebu. Pro potřeby města slouží dva výjezdy, a to na 206. a 211. km dálnice. Kromě toho městem prochází silnice celostátního významu č. 7 (která sloužila pro tranzitní dopravu do okamžiku dostavby dálnice) a silnice č. 61 směrem z Nagykanizsi do Kaposváru. Silnice č. 74 potom vede na sever do Zalaegerszegu.
Město je také uzlem několika železničních tratí, z nichž ta hlavní sleduje stejný směr, jako uvedená dálnice. Kromě toho sem směřuje trať regionálního významu z města Zalaegerszeg. Železniční stanice leží jižně od středu města (jiné stanice na území města nejsou) a hlavní autobusové nádraží na severním okraji, resp. v blízkosti budovy městské radnice.
Jihozápadně od města se také nachází letiště. Jeho význam je ale malý, má pouze jednu zatravněnou ranvej. 
Městskou dopravu zde zajišťují autobusy. V roce 2019 byl městským dopravcem Volánbusz Zrt. Rozšířily se sem i služby sdílených koloběžek.

## Školství a vzdělání
V Nagykanizsi existuje univerzita s názvem Pannon Egyetem. V její blízkosti se nachází také rozsáhlé sportovní centrum. Město má také na jižním okraji krytou sportovní halu a otevřený plavecký bazén.

## Sport

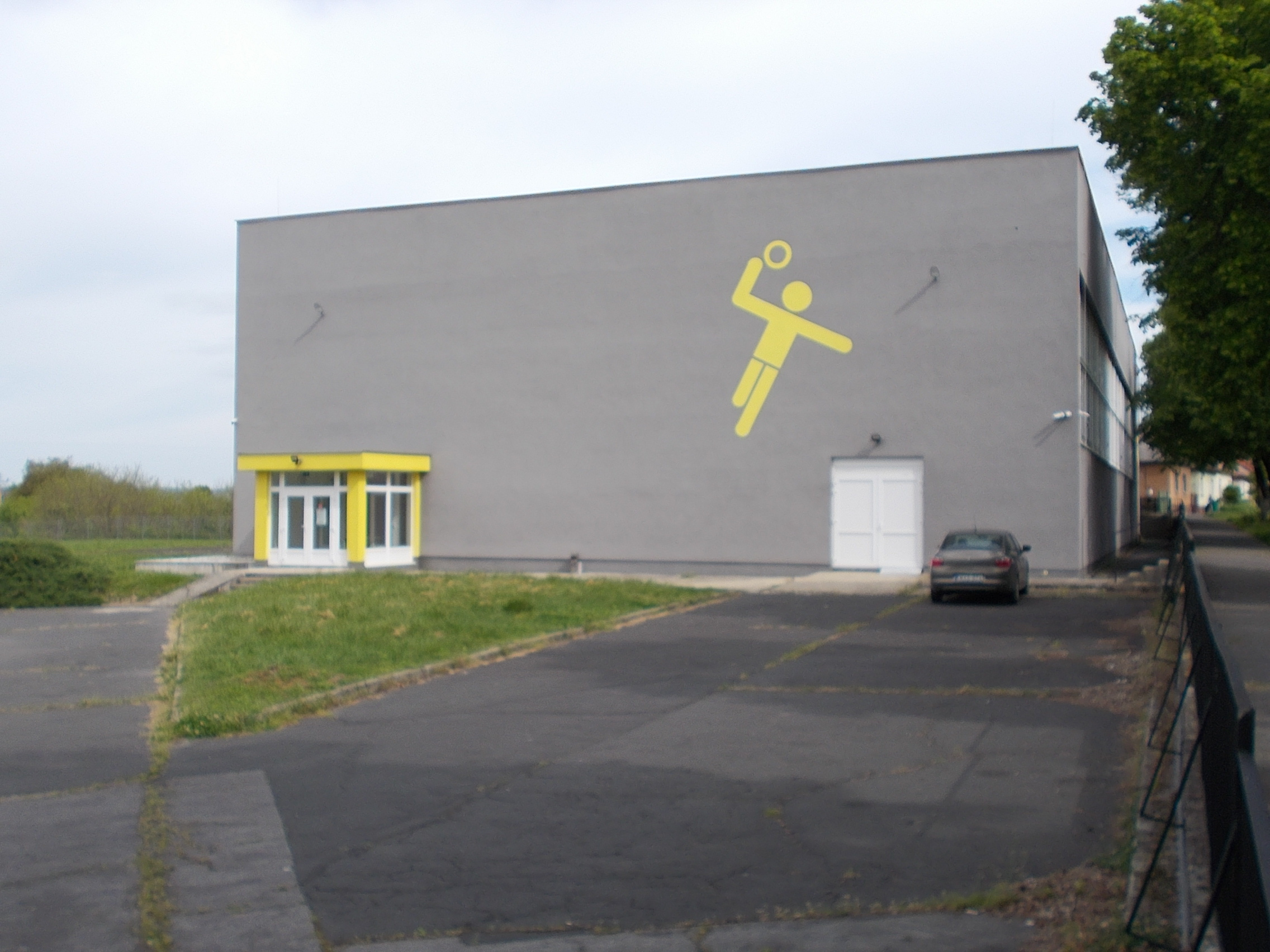
Krytá sportovní hala.

V roce 2022 byla ve městě dokončena sportovní hala.

## Osobnosti města
- Dorothea Kanizsai (asi 1475 až po 1532), šlechtična
- Lajos Balázsovits (* 1946), herec
- Hermine Braga-Jaff (1857–1940), operní zpěvačka a pedagožka
- Eugenie Erdösyová (1860–1886), divadelní herečka a zpěvačka
- Ferenc Farkas (1905–2000), hudební skladatel
- François Fejtő (1909–2008), historik, publicista a spisovatel
- András Flumbort (* 1984), šachista
- Géza Herczeg (1888–1954), novinář, ministerský rada, autor divadelních her a filmů (oceněn Oscarem)
- Rod Kanizsayů, šlechtický rod z Nagykaniže, vymřelý roku 1571
- István Kónya (* 1962), loutnista
- Rudolf Pajér, urozený pán von Mayersberg (1858–1934), admirál rakousko-uherského válečného loďstva
- Kanijeli Siyavuş Paša, osmanský velkovezír v letech 1582 až 1593
- Sigmund Romberg (1887–1951), hudební skladatel
- Johann Schnitzler (1835–1893), medik, otec Arthura Schnitzlera
- Györgyi Székely-Marvalics (1924–2002), šermířka
- Szabina Tálosiová (* 1989), fotbalistka
- Gyözö Zemplén (1879–1916), fyzik
- László Zombory (1883–?), malíř

## Partnerská města
- Akko, Izrael
- Covasna (město), Rumunsko
- Čakovec, Chorvatsko
- Gleisdorf, Rakousko
- Kazanlak, Bulharsko
- Puchheim, Německo
- Salo, Finsko